# 里佳大瀑布
里佳大瀑布位於嘉義縣阿里山鄉，曾文溪流域烏奇哈溪右岸支流，鱉頭山南南西方山谷。瀑布標高約780公尺至630公尺，落差約150公尺。里美步道又稱里佳瀑布步道、里美古道、鬼山古道，是早期里佳部落到山美部落的山徑，目前僅保留前段約2.5公里，後段已崩毀中斷。前段的終點是一座觀景平台，可以俯視位於烏奇哈溪溪谷對面的里佳大瀑布。

## 解
1. ↑  根據《臺灣通用電子地圖【NLSC】》、《臺灣通用正射影像【NLSC】》對照。